# 俄羅斯體育
俄羅斯是世界體育強國之一，在奧運會上有亮眼的表現。俄羅斯是蘇聯的主要繼承者。在蘇聯時代，蘇聯在其參加的18次奧運會中14次獲得金牌榜的首位。自1952年赫爾辛基奧運會以來，蘇聯和俄羅斯從未在奧運會的金牌榜上排在第四位之後。據2015年的一項調查，俄羅斯最受歡迎的六項體育運動是冰球（31%）、足球（21%）、班迪球（14.3%）、冬季兩項（11.6%）、賽車（6.1%）和花樣滑冰（4.7%）。俄羅斯是在籃球和排球上都有很強的實力。此外，俄羅斯在智力競技上也有卓越表現，特別是國際象棋。
俄羅斯奧運會成績也位於每屆前4名並且每屆奧運獎牌不會少於15面金牌。
但2014年12月起逐漸揭露的國家支持選手服用禁藥的醜聞爆發以後，多項賽事被禁賽，例如2016年奧運會雖然逃過全面禁賽但代表團從389人減少到282人，2016年夏季帕運會就遭全面禁賽等，成績開始走下坡。以及不斷失去主辦權，尤其冬季賽事成為首先失去的對象，但仍然保留2017年國際足總洲際國家盃、2018年世界盃足球賽、2019年冬季世界大學生運動會等重要且難以突然變更的賽事。並且因為這樣失去了36面奧運獎牌（而北京和倫敦兩屆賽事都分別追回13面最嚴重），成為不少國家體育界抵制的對象。